# 望湖街道
望湖街道，是中华人民共和国安徽省合肥市包河区下辖的一个乡镇级行政单位。

## 历史
望湖街道成立于合肥城市建设高速发展时期，望湖街道于2007年4月16日挂牌成立，当时街域面积21平方公里。

## 行政区划
望湖街道下辖以下地区：王卫社区、盛大社区、望湖社区和沁心湖社区。

## 公共交通
望湖街道辖区内有合肥轨道交通一号线望湖城站，合肥公交104路，116路，43路，509路，51路，99路，T13路，T16路，T16路。